# Машанов, Борис Васильевич
Борис Васильевич Машанов (27 июля 1912, Кунгур, Кунгурский уезд, Пермская губерния, Российская империя — 11 июня 1979, Алапаевск, Свердловская область, РСФСР, СССР) — советский футболист и хоккеист, нападающий, хоккейный тренер.

## Биография
С середины 1930-х годов выступал в футбольных соревнованиях за свердловское «Динамо». В 1936 и 1938 годах участвовал в матчах ранних стадий Кубка СССР, а в 1937 году играл в соревнованиях мастеров, в группе «Д» (Города Востока). В 1939 году сыграл один матч в классе «Б» в составе казанского «Динамо».
В послевоенные годы снова играл за динамовцев Свердловска. В 1946 году стал победителем зонального турнира третьей группы, затем в течение трёх сезонов выступал в классе «Б».
Одновременно выступал за свердловскую команду в соревнованиях по хоккею с шайбой. В сезоне 1947/48 стал победителем зонального турнира первой лиги, а в сезоне 1949/50 выступал в высшей лиге.
На рубеже 1950-х и 1960-х годов работал хоккейным тренером в команде из Алапаевска.
Скончался 11 июня 1979 года, похоронен на Михайловском кладбище Алапаевска.